# David Menut
David Menut (Garait, 11 de març de 1992) és un ciclista francès, professional des del 2015. Actualment corre a l'equip HP BTP-Auber 93. Del seu palmarès destaca la París-Troyes de 2015.

## Palmarès
- 2013
  - Vencedor d'una etapa del Tour d'Eure-et-Loir
- 2014
  - 1r a la París-Mantes-en-Yvelines
- 2015
  - 1r a la París-Troyes